# Carlos González (beisebolista)
Carlos Eduardo González (nascido em 17 de outubro de 1985) (apelidado de CarGo) é um jogador profissional de beisebol venezuelano que atua como campista direito pelo Colorado Rockies da Major League Baseball. Três vezes convocado para o  All-Star Game, González já foi campeão em rebatidas. Também venceu por duas vezes o Silver Slugger Award e três vezes o Gold Glove Award. Jogou principalmente como campista esquerdo em sua carreira mas se tornou  campista direito no Colorado Rockies em 2015.